# قوات البادية الملكية

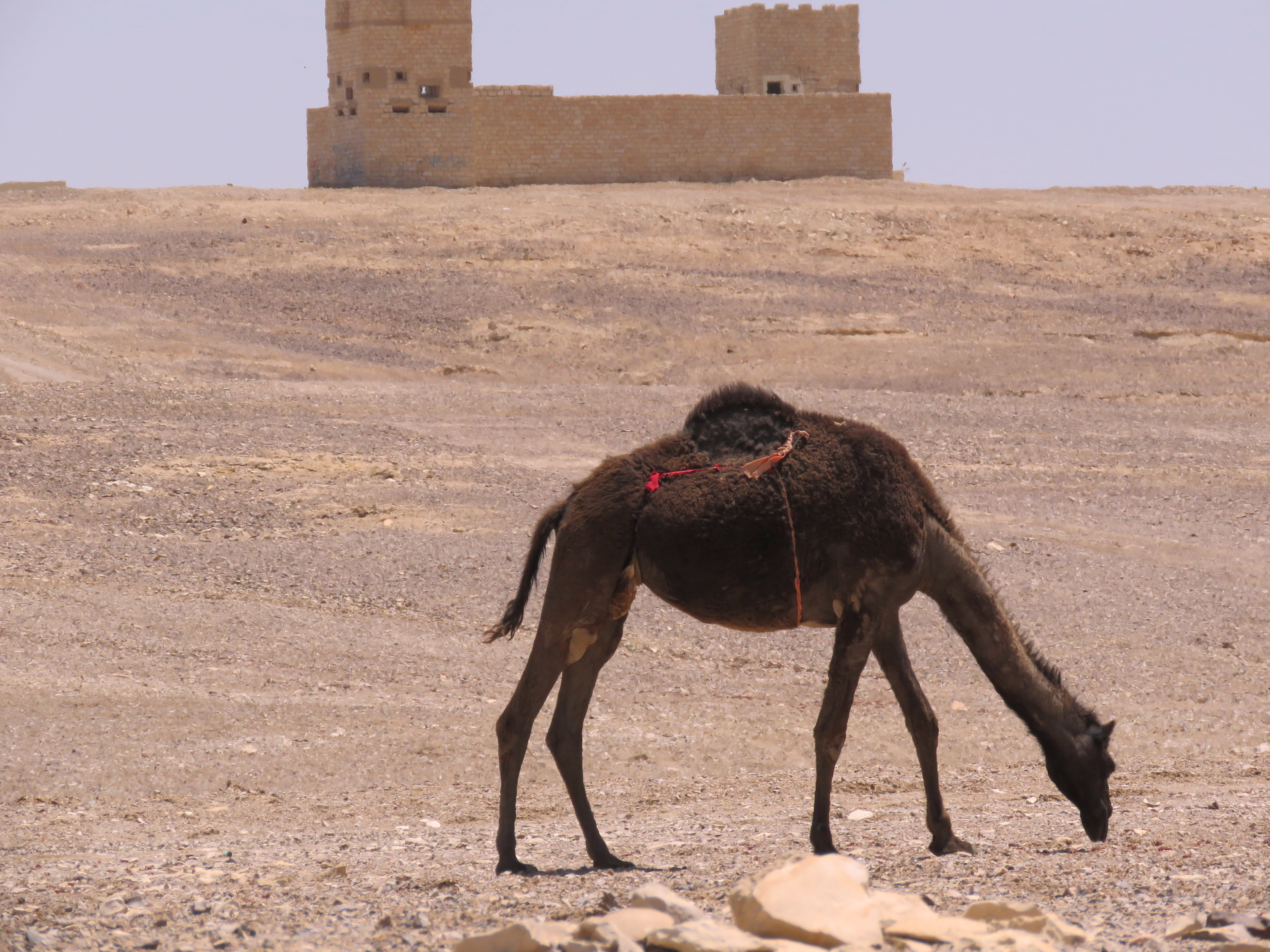
مخفر باير، أحد أقدم مخافر قوات البادية بني عام 1932

قوات البادية هي قوات شبه عسكرية أردنية تتبع للأمن العام. أسسها الملك عبد الله الأول عام 1930 وذلك لمنع الاعتداءات المتبادلة بين القبائل العربية ووقف الغزوات العشائرية المتبادلة آنذاك. تنتشر قوات البادية ضمن المناطق الحدودية المتاخمة للحدود السعودية بالإضافة إلى جزء من الحدود مع سوريا وهي تقوم بدور حراسة ومراقبة هذه الحدود ومنع عمليات التسلل أو التهريب بمختلف اشكاله، وهدا الدور من الأدوار الأساسية التي تقوم بها هذه القوات بالتعاون والتنسيق مع القوات المسلحة الأردنية حيث يبلغ طول الحدود مع العربية السعودية 715 كم ومع سوريا 120 كم كما تغطي قوات البادية الملكية كافة المناطق الداخلية التابعة لها أمنيا.

## التاريخ

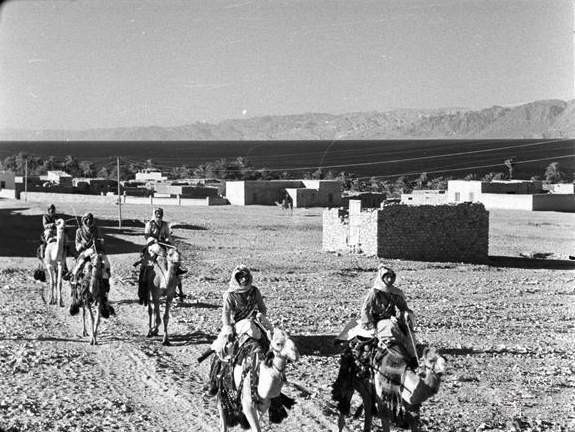
صورة تاريخية ملتقطة في عام 1939 لقوة الهجانة -البادية في قرية العقبة

عام 1930 تم استدعاء الكابتن (جون باغون كلوب) من العراق للخدمة والعين مساعداً «فريدريك بيك باشا» واوكل له تشكيل قوة البادية (Desert Force) وبدء بتجنيد  عدد من رجال البادية لتأهيلهم من رجال البادية في الصحراء، وذلك باستخدام باستعمال السيارات في تحركاتها، الاشراف على تركيب عدد من القلاع في الصحراء لتكون مراكز للجنود وسياراتهم وكان في سلاح افرادها البندقية الإنجليزية (مارك) والمسدس الأمريكي (ورشاشات فكرز والهوتشكس) المثبت على  السيارات.
تأسست قوات البادية بتوجيهات من عبد الله الأول عام 1930 وذلك لمنع الاعتداءات المتبادلة بين القبائل العربية ووقف الغزوات العشائرية المتبادلة. بالإضافة إلى تأمين وصول العشائر، والقبائل الأردنية إلى مناطق الرعي الشتوي مثل: الجفر، ووادي السرحان، والأزرق.وحراسة الحدود مع السعودية، كما شملت حراسة أنابيب النفط المملوكة من قبل شركة نفط العراق والتي ربطت بين العراق وفلسطين، بعد إقامة مصفاة البترول في حيفا في مطلع الأربعينيات، مرورا بالأراضي الأردنية
انتقل دور قوات البادية من ممارسة دورها في منع الغزوات العشائرية في بداية القرن الماضي، إلى حفظ الأمن والنظام في مناطق شرق سكة حديد الخط الحجازي الأردني، وهي منطقة مترامية الأطراف تمتد على طول الصحراء، وتضم العديد من القرى النائية.

## الاهمية
وقد ساعد تأسيس وتجنيد قوات البادية على السيطرة على معظم الأراضي الصحراوية، وذلك راجع إلى المعرفة الجيدة التي تميز بها أبناء المنطقة والنشاط العالي الذي يمتازون به، وقد كانوا يستخدمون الجمال وسيلة للتنقل داخل البادية، وفي أوائل عام 1932م تم إنشاء مخافر لقوة البادية، اختيرت مواقعها في مناطق تجمع القبائل والعشائر وفي المناطق الهامة.
ويذكر جون كلوب باشا أن قبيلة الحويطات كانت متمنعة في البداية عن أنضمام أبنائها إلى قوة البادية، وكان استمرارهم في الرفض يهدد أمن القبيلة، ولابد من أن ينضموا تحت هذه القوة، لوقف الغزو بينها وبين القبائل النجدية.
وظهر أثر تأسيس قوة البادية وتجنيد أبناء البادية على قبائل منطقة جنوب الأردن، بحيث لم تحاول قبائل المنطقة أن تخرج عن سيطرة الحكومة، والسبب في ذلك يعود إلى دور تجنيد أبنائهم الذين أصبحوا هم من يمثلون الحكومة في المنطقة، وكان لهذا الدور الكبير في توقف الغزو بشكل نهائي في المنطقة وخارجها. كما أن إنشاء قوة البادية جلبت معها الخدمات لسكان المنطقة، من أهم هذه الخدمات فتح العيادات الطبية وبخاصة العسكرية، والمستشفيات الأولية والمتنقلة، التي تؤمن لهم علاجاً مجانياً دون أي مقابل

## تأسيس الوحدات الفرعية
وفي أوائل عام 1932م تم إنشاء مخافر لقوة البادية (ما يعرف الآن بمراكز شرطو البادية)، واختيرت مواقعها في مناطق تجمع القبائل والعشائر وفي المناطق الهامة. ومن أهم هذه المخافر التي أقيمت مخفر الرشادية، وباير والجفر والصدقة ورم والمدورة، وهذه المخافر تقع ضمن منطقة الدراسة، كما أقيمت مخافر أخرى خارج المنطقة منها مخفر الأزرق وأم القطين والموقر والإجفايف (منطقة الصفاوي حاليا).

## اللباس
تم اعتماد اللباس العربي المتكون من الكبر المتمثل بسروال وثوب أبيض طويل يدعى الزبون، والشماغ الذي صمم ليكون قطعة من اللباس العربي، جاءت على شكل مربعات حمراء منتظمة بشكل فسيفساء على أرضية بيضاء بالإضافة إلى الجناد والشبرية. وقد أصبح لباسهم فلكلوراً شعبياً وتراثاً يحمل لون الأردن ونكهة ارضه وترابه وقد روعي فيه عدة أمور من أهمها أن يكون مريحاً لطبيعة نفوس البدو ومقبولاً لديهم

## النقل والسلاح
في بدايات تأسيس قوات البادية كانت السيارات المستخدمة هي ست سيارات مصفحة ومجهزة ببدو مدربين بإشراف موظف بريطاني صاحب خبرة واسعة تتعلق بشؤون البدو، أما السلاح الذي كان يستخدمه أفراد قوة البادية فهو البندقية الإنجليزي (مارك/1) ومسدس أمريكي من نوع سميث ورشاشات (الفيكرز) وهوشكز.

## الواجبات
من الواجبات التي تنظوي ضمن مسؤولية البادية حماية أرواح وممتلكات وأعراض الناس وملاحقة مرتكبي الجرائم وتسليمهم للجهات القضائية. كما لها دور في حل المشاكل والنزاعات العشائرية بالتعاون مع الحكام الإداريين وشيوخ ووجهاء العشائر ضمن القانون والأعراف والعادات السائدة، ومكافحة التهريب حيث أن هناك تنسيقا وتعاونا مستمرين مع القوات المسلحة الأردنية والمخابرات العامة ودائرة الجمارك وإدارة مكافحة المخدرات للحد من عمليات التسلل والتهريب عبر الحدود.
وتساهم قوات البادية الملكية في المجال الزراعي، بتسهيل مهمة وزارة الزراعة في عمل المحميات ومنع الاعتداء عليها، لاستغلالها في سنين الجفاف، وتقديم العون والمساعدة في مجال الاستثمار الزراعي في مناطق «المدورة، الديسي، سهل الصوان» وعلى صعيد المحافظة على المصادر الطبيعية.

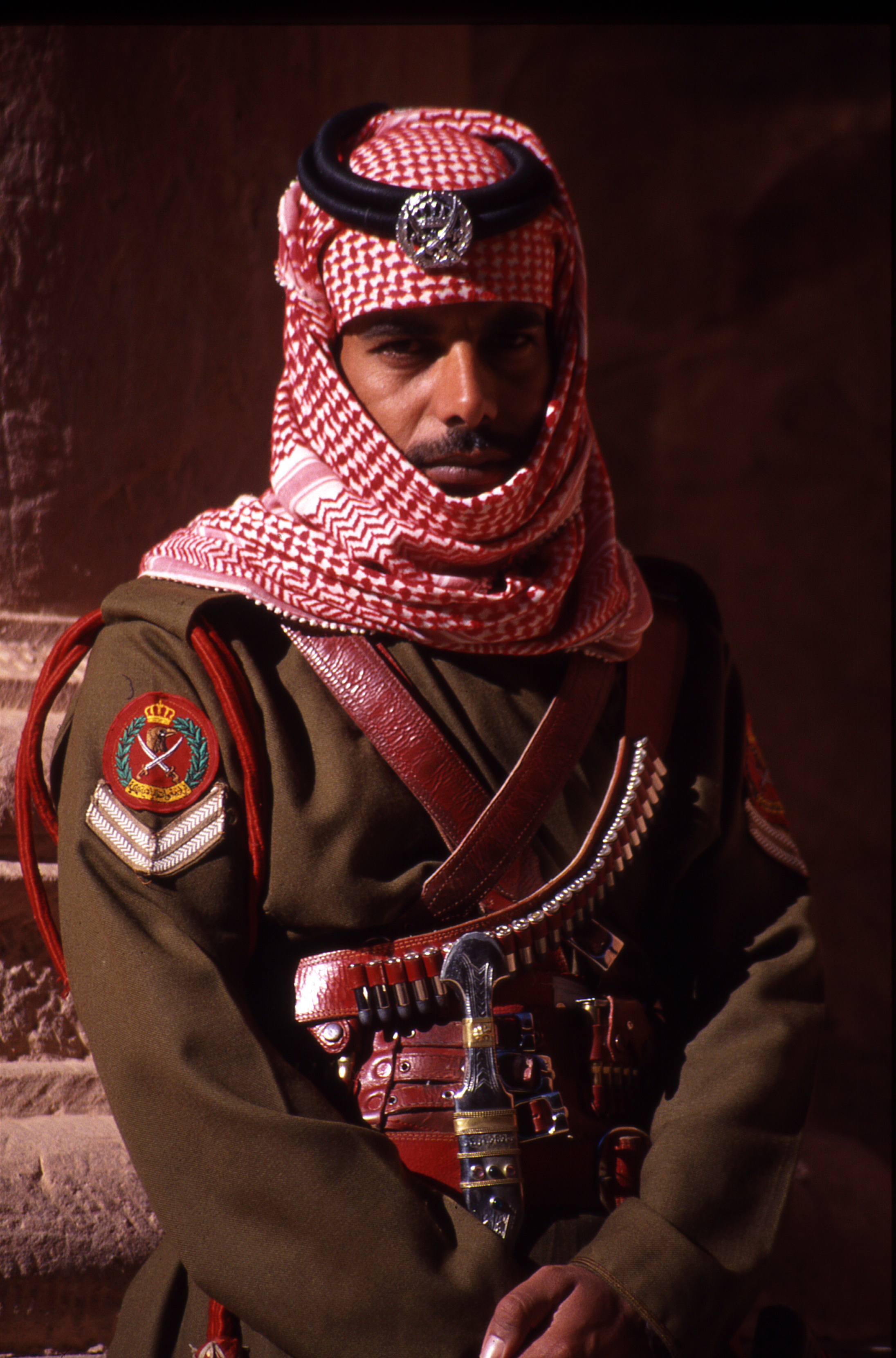
عريف من مرتبات البادية الملكية بزيه الكامل

### قوة البادية الميكانيكية
في عام 1936 تم تشكيل قوة احتياطية أطلق عليها (قوة البادية الميكانيكية) وتألفت من سريتي خياله ووحدة بادية محمولة. وفي بدايات عام 1939 تحولت قوات البادية إلى ثلاث كتائب، حيث تم تشكيل كتائب المشاة الأولى والثانية والثالثة وبلغ تعداد القوات المسلحة ستة آلاف رجل حتى عام 1943. في العام 1986 تم تشكيل عدد من سرايا حرس الحدود التي حملت اسم قيادة البادية وحرس الحدود، وفي العام 1997 فصلت هذه السرايا وألحقت بالقوات المسلحة الأردنية، وصدرت الإرادة الملكية بإعادة تسميتها قيادة قوات البادية الملكية.

## المقر
تم افتتاح المبنى الجديد لقيادة قوات البادية الملكية في 29 تشرين الأول/أكتوبر 2005 في منطقة المقابلين. وأقيم على مساحة ارض بلغت 20 دونما ضمن خطة مديرية الأمن العام الرامية إلى تقديم الخدمات الامنية والإنسانية للمواطنين على النحو الامثل. وتم الافتتاح برعاية الملك عبد الله الثاني بن الحسين ومدير الأمن العام الفريق الركن محمد ماجد العطيان.

## إداريا
قسمت قوات البادية اداريا ً إلى ثلاث قيادات مناطق؛ شمالية ووسطى وجنوبية، وتتبع لكل منطقة ثلاث مقاطعات بادية يتبع لها 21 مركزاً للبادية، إضافة إلى مجموعة طوارئ مكونة من خمس سرايا ووحدة هجانة تتبع لها سريتان تقومان بمهمة منع التهريب والتسلل، ومجمل المساحة التي تغطيها أنشطة قوات البادية بما نسبته 82 % من مساحة المملكة تمتد مع امتداد حدود ثلاث دول عربية وهي سوريا والسعودية والعراق.